# Борис Давидков
Борис Давидков Малински - Дъбравченина е български революционер, деец на Българската комунистическа партия.

## Биография
Борис Давидков е роден в 1893 година в горноджумайското село Дъбрава, тогава в Османската империя. Завършва търговско училище и работи като счетоводител в Горноджумайската община. Попада под влияние на комунистическите възгледи. Участва в Септемврийското въстание в 1923 година като командир на чета в Горноджумайския въстанически отряд. След разбиването на отряда е пленен в Предела от четата на Никола Северов. На 8 октомври 1923 година е изведен от затвора в Мехомия заедно със Стойчо Милушев и Ангел Кирков и тримата са убити от дейци на ВМРО в Дъбова махала.